# Съставни страни в Обединеното кралство
Съставни страни в Обединеното кралство (на английски: constituent countries of the United Kingdom), или по-често само страни в Обединеното кралство (countries of the United Kingdom), е терминът, който се използва, за да се опишат Англия, Шотландия, Уелс и Северна Ирландия - 4-те съставни части на Обединеното кралство.
До 1921 г. остров Великобритания (включващ Англия, Шотландия и Уелс) и целият остров Ирландия са в състава на тогавашното Обединено кралство Великобритания и Ирландия От 1922 г. от това кралство се отделя днешната Република Ирландия (Ейре), заемаща по-голямата част (южна, централна и северозападна) от о. Ирландия, а североизточната част на острова, наречена Северна Ирландия (Ълстър), остава в Обединеното кралство.
Днешното Обединено кралство Великобритания и Северна Ирландия – суверенна държава по международните закони, е член на междуправителствени организации, Европейския съюз и ООН. Неговите съставни страни Англия, Шотландия, Уелс и Северна Ирландия не са в списъка с държавите на ISO понеже не са държави.
Англия, Шотландия и Уелс имат отделни национални управляващи лица за много спортове и се състезават отделно в много международни спортни състезания. В някои спортове Северна Ирландия и Република Ирландия се представят заедно.
Нормандските острови, както и остров Ман, са зависими от Британската корона, но не са част от Обединеното кралство и членове на Европейския съюз. Заедно Великобритания, Нормандските острови и Ман са посочени в британския закон като Британските острови. По същия начин Британските задморски територии, останки от Британската империя, разпръснати по земното кълбо, конституционно не са част от Обединеното кралство.
Република Ирландия е суверенна държава на остров Ирландия, отделила се от Великобритания през 1922 година. Оттогава тя не е част от Обединеното кралство, както и от Британската общност след 1949 г.

## Ключови факти
| Име                | Знаме | Площ (км²) | Население  | Столица  | Законодателна власт | Юридическа система                  |
| ------------------ | ----- | ---------- | ---------- | -------- | ------------------- | ----------------------------------- |
| Англия             |       | 130 279    | 55 619 400 | Лондон   | не                  | английско право                     |
| Шотландия          |       | 77 933     | 5 424 800  | Единбург | да                  | шотландско право                    |
| Уелс               |       | 20 779     | 3 125 000  | Кардиф   | да                  | английско и съвременно уелско право |
| Северна Ирландия   |       | 14 130     | 1 876 695  | Белфаст  | да                  | северно-ирландско право             |
| Обединено кралство |       | 242 495    | 67 545 757 | Лондон   |                     |                                     |